# Comté de Clark (Dakota du Sud)
Pour les articles homonymes, voir Comté de Clark.
Le comté de Clark est un comté situé dans l'État du Dakota du Sud, aux États-Unis. En 2010, sa population est de 3 691 habitants. Son siège est Clark.

## Histoire
Créé en 1873, le comté est nommé en l'honneur de Newton Clark, membre de la législature du territoire du Dakota.

## Villes du comté
- Cities : 
  - Clark (county seat)
  - Willow Lake

- Towns :
  - Bradley
  - Garden City
  - Naples
  - Raymond
  - Vienna

- Census-designated place :
  - Crocker

## Démographie
Selon l'American Community Survey, en 2010, 89,51 % de la population âgée de plus de 5 ans déclare parler l'anglais à la maison, 8,07 % l'allemand, 2,10 % l'espagnol et 0,32 % le norvégien.
| 1880 | 1890  | 1900  | 1910   | 1920   | 1930   |
| ---- | ----- | ----- | ------ | ------ | ------ |
| 114  | 6 728 | 6 942 | 10 901 | 11 136 | 11 022 |

| 1940  | 1950  | 1960  | 1970  | 1980  | 1990  |
| ----- | ----- | ----- | ----- | ----- | ----- |
| 8 955 | 8 369 | 7 134 | 5 515 | 4 894 | 4 403 |

| 2000  | 2010  | - | - | - | - |
| ----- | ----- | - | - | - | - |
| 4 143 | 3 691 | - | - | - | - |